# Roberto Boninsegna
Roberto Boninsegna (* 13. November 1943 in Mantua) ist ein ehemaliger italienischer Fußballspieler.

## Karriere
Der Stürmer Roberto Boninsegna brauchte einige Jahre, um sich in den 1960er Jahren von unterklassigen Clubs bis in die italienische Spitze vorzuarbeiten. Über die AC Prato, den Potenza SC und den Varese FC kam er 1966 zum sardischen Verein US Cagliari. Gemeinsam mit Luigi Riva machte er den Verein zu einem italienischen Spitzenclub, verließ ihn jedoch zur Saison 1969/70 in Richtung Inter Mailand. Fortan bildeten Riva und Boninsegna nur noch in der italienischen Nationalmannschaft ein gefürchtetes Sturmduo. 1970 wurde Cagliari Calcio ohne Boninsegna zum ersten und einzigen Mal italienischer Meister.
Boninsegna spielte allerdings im gleichen Jahr bei der Fußball-Weltmeisterschaft 1970 in Mexiko ein gutes Weltturnier. Er schoss in der 8. Minute das bis zur 92. Minute bestehende 1:0 für Italien im Jahrhundertspiel zwischen Italien und Deutschland und zog durch den 4:3-Erfolg ins Finale gegen Brasilien ein. Auch hier erzielte er bei der 1:4-Niederlage den Treffer zum 1:1.
Für deutsche Fußballfans bleibt Roberto Boninsegna in negativer Erinnerung durch das Büchsenwurfspiel im Oktober 1971. Im Achtelfinale des Europapokals der Landesmeister zwischen Borussia Mönchengladbach und Inter Mailand warf ein Zuschauer beim Stand von 2:1 für die Gladbacher eine Getränkebüchse auf den Spieler Boninsegna, der daraufhin zusammenbrach und sich in der 28. Minute vom Platz tragen ließ. Von Zuschauern und Kommentatoren wurde dies damals als Schauspielerei gewertet. Borussia Mönchengladbach gewann das Spiel sensationell mit 7:1, die UEFA annullierte später das Ergebnis. Bei einem Wiederholungsspiel in Berlin kamen die Gladbacher nicht über ein 0:0 hinaus. In der 89. Minute foulte Boninsegna Ludwig Müller schwer und brach ihm Schien- und Wadenbein. Da sie das Hinspiel in Mailand mit 2:4 verloren hatten, schieden sie daraufhin aus. Boninsegna dagegen zog mit Inter später in das Finale ein und verlor gegen Ajax Amsterdam.
1974 kam Boninsegna wieder nach Deutschland zur Fußball-Weltmeisterschaft 1974. Er kam jedoch nur einmal zum Einsatz. Als im entscheidenden Vorrundenspiel Italien gegen Polen mit 0:2 zurücklag, wurde Boninsegna nach der Halbzeitpause eingewechselt. Das Spiel ging jedoch mit 1:2 verloren und Vize-Weltmeister Italien fuhr enttäuscht nach Hause. Ein Novum bei diesem Spiel war auch die Gelbe Karte, die Boninsegna schon vor Spielbeginn wegen unsportlichen Verhaltens erhielt.
1976 wechselte Boninsegna für drei Jahre von Inter Mailand zum großen Konkurrenten Juventus Turin, wo er 1976/77 unter Trainer Giovanni Trapattoni an der Seite von Roberto Bettega und Franco Causio den UEFA-Pokal sowie 1976/77 und 1977/78 den Scudetto gewann. Seine aktive Laufbahn beendete er 1980 bei Hellas Verona.

## Erfolge

### Im Verein
- Italienische Meisterschaft: 1970/71, 1976/77, 1977/78
- Coppa Italia: 1978/79
- UEFA-Pokal: 1976/77

### Individuelle Auszeichnungen
- Torschützenkönig der Serie A: 1970/71, 1971/72
- Torschützenkönig der Coppa Italia: 1971/72

## Trivia
In dem Film Keiner haut wie Don Camillo spielte Boninsegna einen Fußballer und war für die Umsetzung der Fußballspiele in dem Film verantwortlich.